# 구자운 (시인)
구자운(具滋雲, 1926년 11월 3일 ∼ 1972년 12월 15일)은 대한민국의 시인이다.

## 생애
1926년 11월 3일, 대한민국 부산에서 태어났다.
≪현대문학≫에 서정주의 추천으로 1955년 시 ＜균열＞을 비롯해 1956년 ＜청자수병＞, 1957년 ＜매＞를 발표하며 등단했다. 1949년 동양외국어전문학교 노어과를 수료했으며 소아마비로 평생을 불구의 몸과 싸우며 시작에 전념했다. 생전에 한국의 바이런이라는 칭송을 들었으며, 1959년 제4회 ≪현대문학≫ 신인상을 수상하고 박성룡, 박재삼, 박희진, 성찬경 등과 ‘60년대 사화집’ 동인으로 활동했다.
1955년 대한광업회 근무, 1962년 국제신보 상임 논설위원, 1966년 월간스포츠의 편집장 등을 역임했고, 그 뒤로 번역과 출판물의 편집 등으로 생계를 이어 갔다. 1971년부터 한국현대시인협회 이사를 지낸 바가 있다.
1972년 12월 15일 사망하였다.

## 저서
저서로는 프린트판 시집 ≪처녀 승천(處女昇天)≫과 시집 ≪청자수병≫(삼애사, 1969)이 있고, 시인 민영이 편집한 시 전집 ≪벌거숭이 바다≫(창작과비평사, 1976)가 사후에 출간되었다.